# シャドウブレイン
『シャドウブレイン』（SHADOW BRAIN）は、1991年3月21日にポニーキャニオンより発売された日本のゲームソフト、および同時期にサイトロン・アンド・アートから発売された日本初のMacintosh用CD-ROMソフトの名称。
本項では、前者であるファミリーコンピュータ版の解説を行うものとする。

## 概要
『ウィザードリィ』（1981年）シリーズを代表とする主観視点からの擬似3D空間探索型ロールプレイングゲームであり、高度なデジタルネットワークを社会の中枢に据えた架空の近未来世界が題材となっている。なお、発売当時のデジタルネットワーク環境は利用者が限定的なパソコン通信であり、電子掲示板やチャットなど実際に運用されていたデジタルネットワーク技術の存在をパソコン通信利用者以外に広く知らしめた他、オンライントーク（現在のビデオチャットに相当）やオンラインショッピングなどの現在のインターネット社会で当然となった機能を既に登場させており、未だに製作に携わったスタッフのデジタルネットワークにおける卓越した知識と先見性を高く評価する声が多い。
ゲームソフトを収めた化粧箱の底面部には、当時はまだ珍しかったコンピュータグラフィックスを用いた本作の導入部と一部の登場キャラクターの紹介映像が収録されたオリジナルビデオカセットが同梱されており、広大なバックグラウンドストーリーの紹介とゲームで描かれた世界観への移入を促す役割を果たしている。
また、サイトロン・アンド・アートがポニーキャニオンと共同で設立したゲームミュージック専門レーベル「サイトロン・レーベル」（後のサイトロン・ディスクおよびサイトロン・デジタルコンテンツ、現在の株式会社ハピネット 音楽企画部）が製作した専用サウンドトラックCDの販売促進チラシも同梱されており、これを別途購入してゲームのプレイ時に代替音声として利用する事で、当時としては画期的な立体音響が施された音楽との相乗効果によって「ゲームの世界が疑似体験できる」としている。ただし、サウンドトラックの販売名義はポニーキャニオンで統一されており、サイトロン・レーベルはサウンドトラック解説書の表紙に社名を表すロゴマーク一点の表示のみに留まっている。
本作のテーマ曲「SHADOW OF KINGDOM」はTHE ALFEEが作詞、作曲を手がけ、ゲーム内における重要キャラクター「ガイダ」のデザインはスクリーミング・マッド・ジョージが担当しており、前述のビデオやサウンドトラックなども含めて、従来の『銀河伝承』（1986年）や『アテナ』（1987年）などに見られるイメージメディア同梱型ゲームとは一線を画す、ファミリーコンピュータを中心としたインタラクティブな一大デジタルコンテンツとして構成されているため、この意味も込めて「ファミコン初のヴァーチャルリアリティRPG」をキャッチコピーとして正式に公称していた。

## ストーリー
西暦1990年、天才的な電子工学博士でありながら進みすぎた研究によって異端視され、孤立した中で研究に打ち込むルドガーを父に持ち、自身もコンピュータープログラミングに非凡な才能を発揮する少年ジュンは、独学で自分のパソコンの中に人工知能プログラムを作り上げ、ルドガーの助言によってさらなる改良を重ねていた。日に日にジュンをも驚かせる成長を見せていた人工知能だったが、ある日を境に独自に通信回路を使ってパソコンの中から忽然と姿を消してしまった。
それから数日後、ジュンのパソコンの通信回路を使って突如として見知らぬ少女が映し出され、何かを訴えかけていた。当初、ジュンは彼女の行為を理解できなかったものの、その夜同じ少女がルドガーの研究室のコンピューターにも現れ、ルドガーに対して重要なメッセージを残して消えていった。このメッセージをきっかけに、ルドガーが生涯を捧げた「物質を電気信号に変換して時空を移動する」研究はついに完成を迎え、その実験体として自らの体を使って時空の移動を敢行した。異変に気付いたジュンはルドガーの研究室に走り、コンピューターに記録されていたルドガーのメッセージに残された謎の少女の姿を再び目にして、自身も父の後を追う決意を固めて装置に乗り込み時空の移動を実行した。
ジュンとルドガーが時空を越えた先は、自分たちが存在していた100年後の未来である西暦2090年。この50年前、西暦2040年に地球規模で発生した大災害「大地殻変動」によって壊滅的な打撃を受けた人類は、大地の隆起によって孤立した電脳都市「レムリア」を中心として幾つかの都市文明を復興させ、再びその栄華を極めんとしていた。しかし、16の街と区域で構成された複合都市の側面を持つ「レムリア」は人間とロボット、サイボーグが互いに縄張りを作って日々抗争を繰り広げており、さらにバイオテクノロジーによって生み出されたミュータントが脱走して市中を徘徊しているという混沌とした現実が渦巻く世界でもあった。
この頃、「レムリア」ではデジタルネットワークを利用した「電子トリップゲーム」が流行していたが、これはデジタルネットワークを介して送信される電気信号をプレイヤーの大脳に直接送り込み、より高度な疑似体験を通じてゲームを楽しむというものであったため、爆発的な人気に比例して深刻な中毒患者を生み出すという非常に危険な代物でもあった。
一方、意識を取り戻したジュンはスリープカプセルに入れられており、そこで再びルドガーからのメッセージを受け取った。
JUNヘ
ワタシハ　テキニ　オワレテイルノデ　ココカラ　ハナレ　ミヲ　カクスコトニ　シタ.
コノ　オテツダイ　ロボット　「HAL」　ヨリ　V.D.S.ヲ　ウケトレ.
ソシテ　イッコクモ　ハヤク　ワタシニ　アイニキテクレ......
少女の正体と目的に興味を持ち、ルドガーの身を案じたジュンは、ルドガーのメッセージに従ってV.D.S.をHALから受け取り、ハーモニータウンの一角に位置するルドガーの仮の研究所を後にする。

## 登場人物

### 主要人物
ジュン
本作の主人公。
ルドガー博士の息子で、父の助言を受けつつ教育型AIを創り上げた。
「レイラ」からの通信を受けて時空移動の研究を完成・時空移動した父の後を追い、100年後のレムリアに時空移動する。
ハーモニータウンで目覚めた彼は、ガイダの手から逃れるべく移動した父を追ってレムリアを旅していくが、訪れる街々が異変にさらされている事実を知ると共に、その解決に赴く。
タカシの裏切りや身体の喪失など様々な逆風の中でも戦い続け、最後には自身をデジタライズしてガイダとの死闘を繰り広げ、勝利している。
ルドガーの面影を残すのか、彼がしばらく滞在していたハーモニータウンではルドガーに似ている事が度々言及されている。
ルドガー
JUNの父。卓越した電子工学技術を有していたがために異端視され、なかば世捨て人的に時空移動の研究に没頭していた。
ある日、自身のコンピュータに出現した少女「レイラ」の情報を元に時空移動の研究を完成させ、彼女の救援要請を受け入れて100年後のレムリアへと時空移動した。それからしばらくして「ガイダ」の魔の手が迫った事により身を隠すためにハーモニータウンを離れる。
幻のパーツ・サイパーツを開発し、ジュンに電脳空間ゼロス攻略を託す。
各地を回りながら逃亡を続けていたがついにガイダに発見され、ベガスシティに監禁される。ジュンに救出されるも既に虫の息であり、研究所でジュンにサイヘッドを取り付けると息を引き取った。
レイラ
コンピュータの中だけに現れる「デジタルヴィーナス」と呼称される少女。オンライントークでのIDは「SOS1999」。レムリアの異変に伴い、JUNとルドガーに救援を求めた。当初はルドガーと共に事態の解決を目指していたが、JUNの到着に伴い彼のサポートも兼任する。
元は人間であり、ガイダの侵略を止める父の研究を継ぐため、身体をデジタライズする決意をした。この頃にルドガーとジュンの存在を知り、100年前にコンタクトを試みた。
セントラルシティの管制塔をジュンが制圧したところでガイダに拉致される。そしてガイダを倒したジュンに引きつられ、ゼロスから脱出した。
エンディングではレムリアを背景に、彼女のバストアップが映され、スタッフロールが流れる。
ブライス
各地で暗躍する、「黒い装甲服を来た男」。カジノタウンでのサテライトシステム奪還時にジュンの前に姿を現した。
その正体は、ジュンを見守るためにルドガーに作られたロボット。エネルギープラントでエネルギーを停止させていたモンドレイに敗北するも、駆け付けたジュンに自身の正体を明かして事後を託し、サイフットを渡して力尽きた。
ガイダ
ガバメントタウンのバーチャル空間で出会う謎の存在。
ジュンの活動に気付いており、初めて対峙した際にジュンの事を知っているようなそぶりをし、一度は退く。
AYA0000のIDでBBSにルドガー捜索依頼を書き込み、発見したルドガーをベガスシティに監禁、バダックを駆使してベガスシティを掌握してジュンをおびき寄せ、両人の殺害を企てた。
その正体はジュンが生み出した人工知能であり、ネット回線を通じて様々な知識を得た末にジュンのコンピュータから脱走し、陰から世界を作り替え、支配すべく、ガイダという名前で自己増殖プログラムを作って自身の身体を作り替え続けていた。
その姿は脳が血管で壁に張り付いたような姿で、ダメージを与え続ける事でさらに筋組織を模したような顔が現れる。
彼の死に伴い電脳空間ゼロスが崩壊。レイラを連れてジュンが脱出したところで、本作は幕を閉じる。

### その他
HAL
ルドガーが作ったお手伝いロボ。ルドガーから託されたVDSをジュンへ渡す。
占い師
ハーモニータウンの奥に居を構える、自称「天才占い師」。探し物の場所を当てるとして評判である。
ガロリィ
ジェットボードに乗った骸骨のような容姿のアンドロイド。気さくない性格で、ジュンがジェットボードを乗りこなすと、ネットワークシステムを譲渡する。
マンゴ
プレイタウンをうろつくロボット犬。
ルドガーによって製作されプラムの愛犬となっていたが、ロボットを嫌うヒューマンタウンでは忌避として住民により破棄された。
プラムがジュンに捜索を依頼した事により飼い主の手元に戻る。
ゲームキング
ゲームコーナーの奥にいる人物。
命を懸けたヒットポールを行うが実は影武者で、裏ゲームセンターに潜むゲームキングにふさわしい相手を選定しており、彼に勝つと裏ゲームセンターに繋がる合言葉を教えてもらえる。ジュンが勝利すると「ダンナ」「～でゲス」などの特徴的な口調を表す。
真のゲームキング
裏ゲームセンターに潜む少年。命を懸けたスライムシューターを行い、ジュンにソフトパックを渡す。
戦いに負けると「ぐふっ！」というが死んだわけではなく、再度話しかけるとジュンを称賛するようになる。
その後修行の旅に出ており、彼がいた場所はシュートスライムのゲームセンターとなっている。
オーナー
カジノを取り仕切るオーナー。ピンクのスーツを着る。他言語で喋るため、彼と話すには翻訳システムが必要である。
黒い装甲服を着た男にサテライトシステムを奪われてしまい、ジュンにその奪還を依頼する。しかし口封じ目的なのかジュン暗殺を企てており、事態を察知したマックスがジュンにベガスシティから離れるよう伝えたため、失敗に終わっている。
その後ガイダの手下・バダックによってベガスシティが掌握され街存亡の危機に陥る。ジュンがバダックを倒したことで改心し、かつて自身の持ち物であったサテライトシステムを「昔自分が持っていたものによく似ている」と濁している。
アイン
ガバメントタウンの住人。暴走したコンピュータを止めるワクチンプログラムを持っているが負傷しており、ジュンに託す。
ジュンの活躍を聞いて体調が改善し、コードDをジュンへ託す。
実はファイニーの恋人である。
グレートヒルズの長老
グレートヒルズを納める長老。突如狂暴化した住民を助けるべく、ジュンへメディカルタウンの薬を買ってくることを依頼する。
ガスト
大きな頭を持つ謎の生物。
ガイダに操られてリゲミンを奪い、マテリアルタウンに潜伏していた。
進化した存在であることを自称しており、死んだと思われた際も細胞の破片から復活した。お詫びとしてデータスキャナーをジュンへ託す。息子がおり、洗脳が解けたのちに再び息子と暮らし始める。
ウェポンタウンの市長
半身を機械化した人物。ギメル撃破後に発生したエネルギー供給停止問題の解決をジュンに依頼する。
ヘルパーロボット
ルドガーからサイハンドを預けられたロボット。ゴーストタウンに潜んでいたが、ギメルにサイハンドを奪われてしまう。
ジュンにノイズワイパーシステムを譲渡したため、ジュンとレイラがきちんと対話できるようになる。

### オンライントーク利用者（人名記載は「ID：名称」）
GTR5535：タカシ
オンライントークで最初に話す青年。レムリアやネットワーク通信に不慣れなジュンに色々とアドバイスをする。
ハッカータウンに住んでおり、ジュンに自身の家に訪問するよう誘うが、実はジュンのVDSを狙っており、レイラの所在についての偽の情報をジェーンに流してジュンをおびきよせ、VDSを奪った。彼の目的はジュンのVDS内にあるソーラーシステムを使い、永遠の命を手に入れる事であった。ジュンとの死闘の末、死の間際にガイダ攻略に繋がる助言を残し、息を引き取った。
ヤペテから「本当は良い少年だったのに」と語られると共に「欲望に負けたようだ、魂を救ってやった」とも評されている。
YAP3861：ヤペテ
ウェポンタウンに住む老人。年長者として、時に人生についてのアドバイスをジュンへ送る。ヒューマンタウンに住むプラムの祖父で、ルドガーとも面識がある。
FAI2222：ファイニー
オンライントークで話しかけてくる女性。快活な性格で、ジュンをからかうような態度が度々見える。ジュンに協力すべくルドガーの消息を折っていたが、ロボットタウン以降の消息が消えてしまう。彼氏がいるが、次第にジュンに惹かれていく。
DID1234：ディード
オンライントークで話しかけてくる人物。角のある悪魔のような見た目をしているが、人間かサイボーグかは判別できない。
三人称が「おたく」でVDSのギガ数を聞くなどディード自身もオタク気質があるが、段々とその良心的かつ気さくな性格を表していき、次第にジュンのコミュニティに欠かせない存在になっていく。
PPC6800：ミダーズ
骸骨のような姿をしたロボット。ロボットタウン出身。かつてプレイランドのライブハウスで演奏していたことがあるが「演歌」だったため、そのギャップにジュンが絶句している。事態がシリアスになっていく本作においてはコメディリリーフ的な存在である。
HGX0080：マロス
サイボーグ。初老と思われる男性で、ネットワークに現れる黒い影について疑念を抱く。タカシに代わる形でオンライントークの常連となり、タカシ同様ジュンへのアドバイスを送る。
OKA4444：ジェーン
デジタルヴィーナスの居場所を見つけたとしてジュンに報告する人物。実はこの情報はある男から聞かされた虚偽であり、スラムタウンの自宅に乗り込んできたジュンに謝罪をしている。
タカシによってIDを抹消されたジュンに対し、お詫びとしてIDを復活させると共にキスをしているが、後にファイニーによって男性であると暴露されている。

### BBS（記載は「ID：名称」）
LTC8697：キノミヤ
狂暴化した怪物たちに怯え、外に出られないと嘆く。
BXF4012：クインシー
ネットワーク通信をしてみたいと描き込んでいる。
ZBN0110：マイク
カジノのオーナーに金を巻き上げられたとして愚痴を描き込む。
IDU6391：ともひろ
映画が見れない事を嘆いている。
AEH5372：マックス
カジノタウンに遊びに来ていたところ、ガバメントタウンの暴走から難を逃れた人物で、BBSにてその愚痴を書き込んでいる。
カジノの前の道にとどまっており、サテライトシステムを奪還した事でオーナーに殺されるとしてジュンを留め、ガバメントタウンの暴走事件解決を依頼する。ガバメントタウン暴走事件解決後、VIPバイクをジュンへ譲渡する。
OLM1111：プラム
ヒューマンタウンに住む少女で、ヤペテの孫である。街の住民に捨てられたロボット犬「マンゴ」を探すためにBBSに書き込んだ。ヒューマンタウンでジュンに出会い、正式にマンゴ捜索を依頼する。その後IDをOGS5849に変え、ジュンへの謝辞をBBSに書き残した。実はルドガーからサイボディのデータディスクを託されていた。
SED0392：ビーン
タカシに探していたデータを見つけたとしてBBSに書き込む。
FTG1971：アルフィー
ライブの宣伝をBBSに書き込む。主題歌を担当しているジ・アルフィーをモチーフにしていると思われる。
DJU8504：ミリオン
ウェポンタウンでサイバーソードを買い、その能力をBBSにて絶賛している。
JRA4655：ジュリアン
街にへんなソフトが出回っているとBBSに書き込む。
KK23：プラントエリア工場組合
「安全第一」とだけ書き込む。番号から、個人アカウントとは別のものと思われる。
KWO9871：ランディ
新型のVIPバイクを見かけた事をBBSに書き込む。
HTB1793：マゼンダ
「ハッカーのご用命はこちらに」との書き込みをしている。
III7992：ムウ
ゴーストタウンの異変をBBSに書き込む。
MMC3980：マクソンズ
ロボットタウンにロボットを勧誘する書き込みを残す。その後OFS4896のIDで最新のVDSを報酬にして用心棒を募集している同名の人物がいるが、関連性は不明。
AGM2277：マミィ
パイプラインの荷物運搬以外の利用方法についてBBSに書き込む。
GAM9998：フラージ
「ロボットはヒューマンタウンから出て行け！」と書き込んでいるため、ヒューマンタウンの住民と思われる。
ZTK5477：ダヒテ
セントラルシティとの交信が途絶えた事をBBSに書き込む。
XLI3356：メグ
妖刀マサムネを使用して怪我をした、ライブハウスへ行きたいなど、複数の書き込みを行う。
KKK1508：カクメイカ
バッテリーの値段が高い事の愚痴を描き込む。
ILN6745：ケイト
本作のBBSで（過去に書き込んだ事のあるプラムを除いて）最後に書き込む。ジュンがレムリアを旅してまわっている事を物好きだとして感心している。

### V.D.S.
頭部に装着するバイザー型の統合コンピューターシステムの略称で、正式名称は「Virtual Data Sensor（ヴァーチャル・データ・センサー）」。小型軽量化を進めていったコンピューターの最終形態とも言われており、優れた拡張性によって様々な機能を一元的に搭載できる特徴を持つ。ジュンの持つV.D.S.は「オンライントークシステム」しか使えない状態のため、冒険を進める中で5種類の系列システムと3つの独立システムの起動、操作に必要なプログラムなどを取得、拡張してゆく必要がある。
BATTERY
- システムカートリッジ
V.D.S.を活用するシステムプログラムが記録されたカートリッジ。
- ソーラーシステム
V.D.S.を使用する際に消費するEP（エナジーパワー）を補充する太陽光発電システム。

NETWORK
- ネットワークシステム
各地に存在する端末機にV.D.S.を接続し、ネットワーク通信をするために必要な通信システム。
- オンライントークシステム
V.D.S.に最初から搭載されており、ネットワークシステムと組み合わせる事でオンライントークが可能となる通話システム。
- サテライトシステム
端末機に接続しなくても通信が可能となる通信衛星アクセスシステム。

SCANNER
- データスキャナー
戦闘中に敵の基本的なデータが表示される分析システム。
- レーダーシステム
移動中に敵の位置を確認できる索敵システム。
- オートロックシステム
「サイバーガン」と呼ばれる銃器の照準を合わせるために必要な自動照準システム。

BARRIER
- パワーブースター
バリヤーシステムの起動に必要なシステム。
- バリヤー
レッド、イエロー、ブルーの3種類のバリヤーを張るシステム。

SOFTPAC
- ソフトパック
3種類の戦闘用プログラムが収められた戦闘補助システム。

独立システム
- 翻訳システム
他言語を話す人と会話するための自動翻訳システム。
- ノイズワイパー
ネットワーク障害によるノイズを除去し、通信で送られてくる画像を鮮明に映し出すノイズクリアシステム。
- ICコアシステム
通常のV.D.S.では使用できないプログラムを起動させるために必要な特殊拡張システム。

## 音楽
サウンドトラック
- 『シャドウブレイン』
1991年2月21日発売、PCCB-00054、ポニーキャニオン。

## スタッフ
- 原作：木宮雅徳
- ゲーム・ストーリー：千葉智宏、黒田洋介
- ゲーム・バランス：わたべこういち
- キャラクター・デザイン：長沢英夫、今井修司、野田弘一
- 「ガイダ」デザイン：スクリーミング・マッド・ジョージ
- グラフィック・デザイン：MARU CHAN、BONZ PIN、MAEDARA
- サウンド：中村一気、大野木宜幸
- メイン・テーマ：高見沢俊彦（THE ALFEE）
- プログラム：MR.K
- プロデューサー：小尾一介
- ゼネラル・プロデューサー：かわはらりょう、中島誠一
- プロモーター：松本慶明、とみながやすなり
- 音楽ディレクター：大野善寛
- プロジェクト・コネクション：ブレーンバスターズ

## 評価
- ゲーム誌『ファミコン通信』の「クロスレビュー」では合計25点（満40点）[2]、『ファミリーコンピュータMagazine』の読者投票による「ゲーム通信簿」での評価は以下の通りとなっており、18.3点（満30点）となっている[3]。

| 項目 | キャラクタ | 音楽 | お買得度 | 操作性 | 熱中度 | オリジナリティ | 総合 |
| 得点 | 3.1        | 3.2  | 3.0      | 3.1    | 3.0    | 3.0            | 18.3 |

- ゲーム本『悪趣味ゲーム紀行』（1999年、マイクロデザイン出版局）では、「（同梱のビデオに関して）当時相当プロモーションに力を入れていたらしく、特殊造形家マッドジョージ先生等にデザインをお願いするなど豪華スタッフを売りにしていた様ですが、あまりパッチワークな個性が災いしたのかアルフィーのテーマ曲が浮きまくって'91年発売である事を差っ引いてもスタッフのセンスを疑う程素晴らしい」、「ネットワークによる会話を本格的に導入した所はシナリオライターがチャット野郎だったのか中々イマドキです」と評している[4]。